# Waldachtal
Waldachtal är en kommun i Landkreis Freudenstadt i regionen Nordschwarzwald i Regierungsbezirk Karlsruhe i förbundslandet Baden-Württemberg i Tyskland. 
Kommunen bildades 1 juli 1974 genom en sammanslagning av kommunerna Cresbach, Hörschweiler, Lützenhardt, Salzstetten och Tumlingen.
Kommunen ingår i kommunalförbundet Dornstetten tillsammans med staden Dornstetten och kommunerna Glatten och Schopfloch.